# Цинчжэнь
Цинчжэ́нь (кит. упр. 清镇, пиньинь Qīngzhèn) — городской уезд городского округа Гуйян провинции Гуйчжоу (КНР).

## История
Во времена империи Мин в 1390 году здесь был размещён Вэйцинский караул (威清卫), а в 1630 году — Чжэньсиский караул (镇西卫). После вхождения этих мест в состав империи Цин в 1687 году был создан уезд Цинчжэнь (清镇县), чьё название было составлено из иероглифов, входивших в названия бывших караулов; уезд был подчинён властям Аньшуньской управы (安顺府).
В 1950 году был образован Специальный район Гуйян (贵阳专区), и уезд вошёл в его состав. В 1952 году власти Специального района Гуйян переехали в уезд Гуйдин, и Специальный район Гуйян был переименован в Специальный район Гуйдин (贵定专区). В 1956 году Специальный район Гуйдин был расформирован, и уезд перешёл в состав Специального района Аньшунь (安顺专区).
В 1958 году уезд перешёл под юрисдикцию властей Гуйяна, но в 1963 году вернулся в состав Специального района Аньшунь.
В 1970 году Специальный район Аньшунь был переименован в Округ Аньшунь (安顺地区).
6 ноября 1992 года уезд Цинчжэнь был преобразован в городской уезд.
1 января 1996 года городской уезд Цинчжэнь был переведён в состав городского округа Гуйян.

## Административное деление
Городской уезд делится на 5 микрорайонов и 3 национальные волости.

## Достопримечательности
Весной цветущие вишнёвые сады привлекают в уезд тысячи туристов.